# Босфорски университет
Босфорският университет (на турски: Boğaziçi Üniversitesi), наричан понякога Богазичи (Boğaziçi – Босфор), е държавен университет на брега на Босфора в европейската част на Истанбул, Турция.
Има 4 факултета и 2 висши училищ, както и 6 института за по-високи образователни степени. Езикът на обучение е английски. Той е единственият турски университет сред първите 100 университета в света според класацията Times Higher Education World University Rankings за 2013 – 2014.
Води началото си от Робърт колеж, основан през 1863 г., който е имал в миналото няколко подразделения: Robert Academy, Robert Yüksek and American College for Girls. През 1971 г., поради образователна реформа в Турция, Робърт колеж се преобразува само в средно училище, като се обединява с основания през 1871 г. Американски колеж за момичета и се премества в неговите сгради в Арнауткьой. Старият комплекс на колежа в Бебек е предаден на правителството, което настанява там новосформирания Босфорски университет.